# للیو لوتاتسی
للیو لوتاتسی (ایتالیایی: Lelio Luttazzi؛ ‏ ۲۷ آوریل ۱۹۲۳ – ۸ ژوئیهٔ ۲۰۱۰) بازیگر، خواننده، رهبر ارکستر، سیاستمدار، آهنگساز، موسیقی‌دان، فیلم‌نامه‌نویس، نوازنده پیانو و مجری تلویزیون اهل ایتالیا بود.
از فیلم‌ها یا برنامه‌های تلویزیونی که وی در آن نقش داشته‌است، می‌توان به من، من، من… و دیگران، مرد لاتینو… تحت تعقیب، نشان تو چیست؟، ماجرا، مرد، زن و پول، پاهای طلایی، ملاقات، تعطیلات آخر هفته، به سبک ایتالیایی و کمک بهیار اشاره کرد.